# 알베르토 코르다

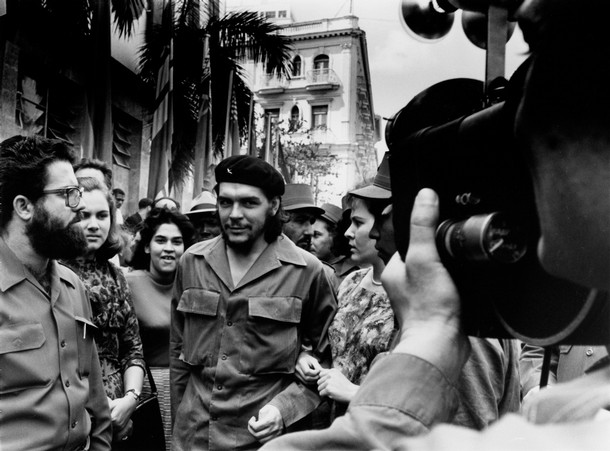

알베르토 디아스 구티에레스(Alberto Díaz Gutiérrez, 1928년 9월 14일 ~ 2001년 5월 25일)는 알베르토 코르다(Alberto Korda)라는 이름으로 잘 알려진 쿠바의 사진가이다. 아르헨티나의 마르크스주의 혁명가 체 게바라의 초상 사진 《영웅적 게릴라》를 촬영한 것으로 알려져 있다.